# Индикатори
Индикатори су квантитативне и квалитативне чињенице које се користе за процену напредовања остварења неког циља. Индикатори морају бити релевантни, уверљиви, довољни, независни и доказиви. Они такође морају бити јасно дефинисани по питању своје природе, квалитета, количине и рокова.